# Kamil Janšta
Kamil Janšta (* 6. März 1971; † 22. Februar 1999) war ein tschechischer Fußballspieler.

## Karriere
Janšta spielte in seiner Jugend für FC Zbrojovka Brno, 1990 wechselte er zu Dukla Prag. In der höchsten tschechoslowakischen Spielklasse debütierte der Abwehrspieler am 18. Spieltag der Saison 1990/91. Dukla Prag unterlag am 17. März 1991 auswärts bei 1. FC Tatran Prešov mit 4:2. In den folgenden beiden Spieljahren gehörte Janšta zur Stammformation der Prager. 
Anfang 1994 wurde er von seinem ehemaligen, zwischenzeitlich in Boby Brno umbenannten Klub zurückgeholt, schon zu Beginn der Saison jedoch an den damaligen Zweitligisten Coring Bohumín ausgeliehen. Nach einem halben Jahr kehrte der Verteidiger nach Brünn zurück. In der Saison 1995/96 bestritt er kein einziges Ligaspiel. Im Sommer 1996 wurde er für sechs Monate an den damaligen Zweitligisten Tatran Poštorná ausgeliehen und kehrte anschließend zu Boby Brno zurück.
Zur Spielzeit 1997/98 wurde Janšta vom belgischen Erstligisten SK Beveren verpflichtet, dem er in 25 Einsätzen zum Klassenerhalt verhalf. In der Saison 1998/99 konnte er nicht mehr ins Spielgeschehen eingreifen.
Kamil Janšta starb am 22. Februar 1999 an den Folgen eines Hirntumors.

## Tschechoslowakische Olympiaauswahl
Am 12. November 1991 kam Kamil Janšta zu seinem ersten und einzigen Einsatz in der Olympiamannschaft der damaligen ČSFR. In Mérida spielten die Tschechoslowaken gegen Spanien 1:1 unentschieden. Für die Olympischen Sommerspiele 1992 in Barcelona konnte sich die Auswahl letztlich nicht qualifizieren. Spanien hingegen wurde später Olympiasieger.	
| Personendaten    | Personendaten                |
| ---------------- | ---------------------------- |
| NAME             | Janšta, Kamil                |
| KURZBESCHREIBUNG | tschechischer Fußballspieler |
| GEBURTSDATUM     | 6. März 1971                 |
| STERBEDATUM      | 22. Februar 1999             |